# Witolda Rechniewska

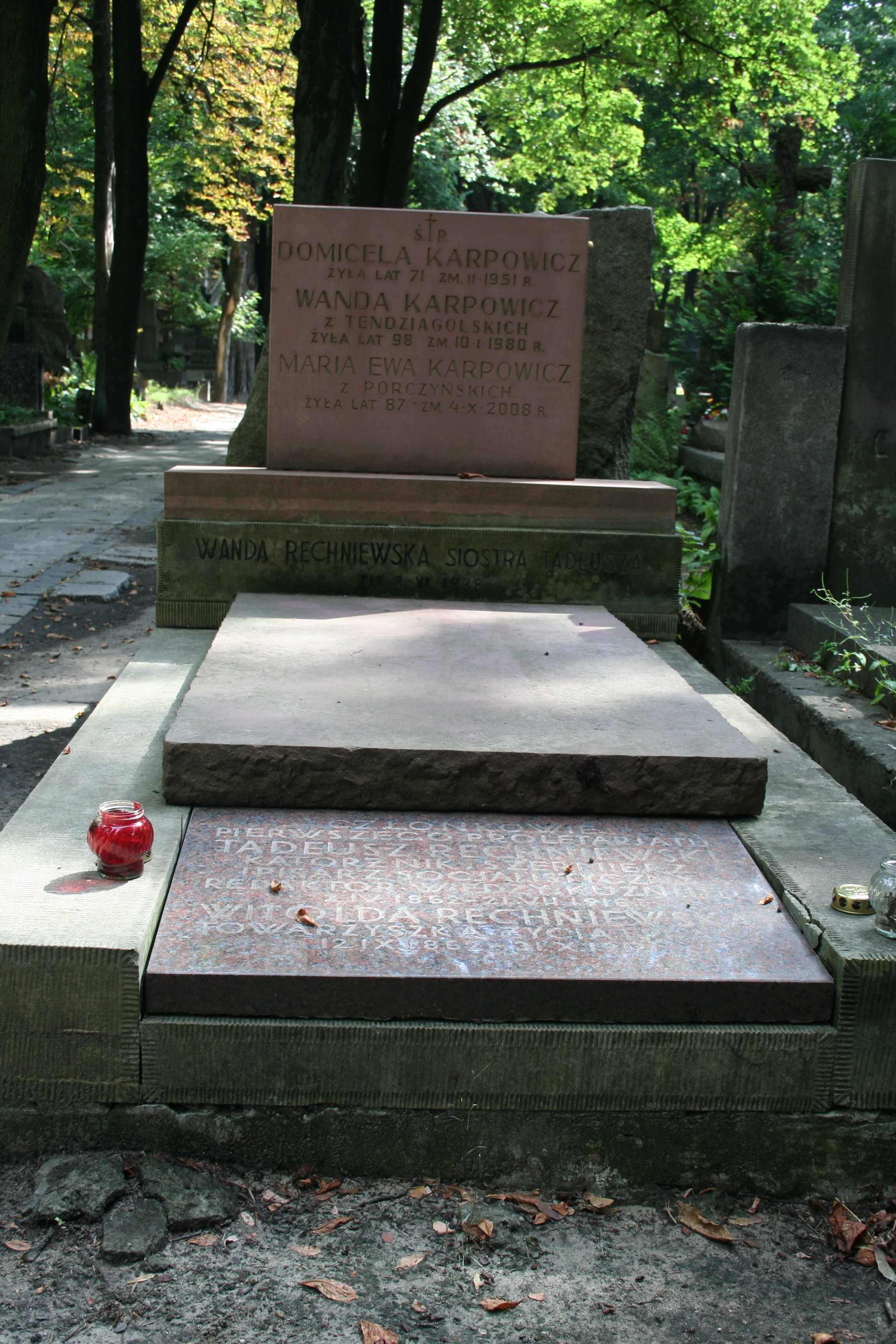
Grób Tadeusza i Witoldy Rechniewskich na warszawskim cmentarzu Powązkowskim

Witolda Klara Rechniewska z domu Karpowicz (ur. 1862, zm. 31 października 1917 w Warszawie) – polska lekarka, pierwsza kobieta-lekarz w Królestwie Polskim, działaczka socjalistyczna.
Była córką Wincentego Karpowicza i Melanii Tumanow. Była członkinią gminy Socjalistów Polskich w Petersburgu. Od 1883 należała do partii Proletariat. W latach 1884–1891 była więziona wraz z mężem Tadeuszem w Cytadeli i zesłana na Syberię. Od 1901 do 1906 była lekarzem w Irkucku. Następnie powróciła do Warszawy i pracowała w Szpitalu Dzieciątka Jezus.
Witolda Rechniewska zmarła 31 października 1917 w Warszawie. Uroczystości pogrzebowe rozpoczęły się 3 listopada w mieszkaniu zmarłej przy ulicy Polnej 40. Została pochowana na Powązkach (kw. 106–VI–1).
Witoldzie Rechniewskiej poświęcona jest książka Dionizji Wawrzykowskiej-Wierciochowej Z orlego gniazda.